# Wężymord czarny korzeń
Wężymord czarny korzeń, czarne korzonki, skorzonera (wym. /skor-zonera/, nie: /skożonera/) (Scorzonera hispanica L.) – gatunek rośliny warzywnej z rodziny astrowatych. Pochodzi z południowej i środkowej Europy oraz części Azji (Syberia Zachodnia, Kaukaz, Zakaukazie, Dagestan). Jest uprawiany w niektórych krajach świata.

## Morfologia
PokrójRoślina dwuletnia.
LiścieDługie, wąskie.
KwiatPęd kwiatowy osiąga wysokość 60–130 cm. Kwiatostan przybiera formę koszyczka o języczkowatych, żółtych kwiatach.
KorzeńKorzeń spichrzowy dorasta do 30 cm długości, ma ciemnobrunatną lub czarną skórkę, miąższ biały.

## Zastosowanie
Korzeń spichrzowy wydzielający sok mleczny jest jadalny, w smaku przypomina szparagi, jednak smak jest mniej delikatny. Jest bardzo sycący i nie posiada włókien. Zawiera sód, potas, magnez, wapń, żelazo, fosfor, chlor, karoten, witaminy: E, B1, B2, C oraz kwas nikotynowy. Rośnie w klimacie umiarkowanym, sadzony wiosną dojrzewa w listopadzie. 

## Nazwa
Nazwa wężymord pochodzi z czasów, gdy w medycynie ludowej używano tego warzywa jako antidotum na jad żmij. Polska nazwa skorzonera (wym. /r-z/) oraz łacińska nazwa rodzajowa Scorzonera pochodzi z włoskiego scorzone (wąż, żmija), hiszpańskiego escorzonera, katalońskiego escurçonera (żmija).